# Telma Guerreiro
Telma Cristina Felizardo Guerreiro (14 de junho de 1977) é uma psicóloga, deputada e política portuguesa. Ela é deputada à Assembleia da República na XIV legislatura pelo Partido Socialista.